# Jack Walrath
Jack Walrath (Stuart (Florida), 5 mei 1946) is een Amerikaanse trompettist en arrangeur in de post-bop-jazz. Hij is bekend door zijn werk met onder meer Ray Charles, Gary Peacock, Charles Mingus en Glenn Ferris.

## Biografie
Walrath begon op zijn negende trompet te spelen, hij woonde toen in Edgar (Montana). Van 1964 tot 1968 studeerde hij compositie aan het Berklee College of Music. Tijdens zijn studietijd begeleidde hij R&B-zangers in Boston en Cambridge, tevens speelde hij met grotere sterren, zoals Roland Kirk, Clark Terry en Freddie Hubbard. Hij toerde in 1968 met de groep Change van contrabassist Gary Peacock.
In 1969 verhuisde Walrath naar de Westkust, waar hij ging werken in de jazzscene van Los Angeles. Hij werd lid van de groep Revival, met trombonist Glenn Ferris, en het West Coast Motown Orchestra. Hij toerde met Ray Charles in Amerika. In 1970 vertrok hij naar New York.
In de jaren erna werkte Walrath met mainstream-jazzgroepen en Latin jazz-bands. Rond 1973/1974 werkte hij in de band van saxofonist Paul Jeffrey die hem introduceerde bij bassist en bandleider Charles Mingus, de bebop en postbop-reus die een heropleving in zijn loopbaan doormaakte. Walrath nam in Mingus' kwintet de plaats in van de net vertrokken Hamiet Bluiett en speelde hierin naast tenorsaxofonist George Adams, pianist Don Pullen en drummer Dannie Richmond. Deze groep wordt gezien als een van Mingus' beste groepen: Walrath speelde hierin tot het overlijden van de bassist, in 1979. Met Mingus nam hij de albums Changes One en Changes Two op, beide voor Atlantic Records (1974). Laatstgenoemde album bevatte een compositie van Walrath, "Black Bats and Poles" (oorspronkelijk "Rats and Moles" geheten). Na Mingus' dood speelde Walrath in Mingus Dynasty (die hij leidde vanaf 1989), alsook de Charles Mingus Big Band.
Walrath was sideman voor Muhal Richard Abrams, Ricky Ford, Sam Rivers, Joe Morello, Miles Davis, Quincy Jones, Ray Anderson, Craig Harris, Pete La Roca, Mike Longo, Elvis Costello, Larry Willis, George Gruntz, Gunther Schuller, Hal Galper, Bobby Watson, Richie Cole en andere musici. Hij werkte samen met de WDR Big Band, Jazz Tribe en de Charli Persip Superband.
Walrath leidde door de jaren heen ook zijn eigen bands, waaronder de Jack Walrath Group, Wholly Trinity, Hard Corps, Masters of Suspense en het Jack Walrath Quintet. In 1987 werd hij genomineerd voor een Grammy, voor zijn versie van "I'm So Lonesome I Could Cry" (op het album Master of Suspense), met Willie Nelson. Zijn composities zijn uitgevoerd en/of opgenomen door Hamiet Bluiett, Red Rodney, Larry Willis, Mike Clark, Cecil Brooks III, Ray Mantilla, Hank Jones, Zé Eduardo en het Manhattan New Music Project. Walrath droeg ook bij aan muziek voor tv, waaronder muziek voor Homicide: Life on the Street.
Walrath kreeg compositiebeurzen van National Endowment for the Arts (NEA), Aaron Copland Composition Grant en de Mary Flagler Cary Trust, en, als uitvoerend artiest, beurzen van NEA en Quad City Arts. Hij schreef composities en arrangementen voor allerlei bezettingen, waaronder voor symfonieorkesten en stukken voor solo-piano. Hij leidde seminars, masterclasses en clinics in Amerika en landen daarbuiten. Hij heeft ook een instructieboek geschreven, 20 Melodic Jazz Studies for Trumpet (Advance Music). Momenteel werkt hij aan onder meer een autobiografie.

## Discografie

### Als leider of mede-leider
- Demons in Pursuit, (Gatemouth, 1979)
- In Montana, (Labor, 1980)
- Revenge of the Fat People, (Stash, 1981)
- In Europe, (SteepleChase, 1982)
- A Plea for Sanity, (Stash, 1982)
- Jack Walrath Quintet at Umbria Jazz Festival, Vol. 1, (Red, 1983)
- Jack Walrath Quintet at Umbria Jazz Festival, Vol. 2, (Red, 1983)
- Killer Bunnies, (Spotlite, 1986)
- Wholly Trinity, (Muse, 1986 [1988])
- Master of Suspense, (Blue Note, 1986)
- Neohippus, (Blue Note, 1988)
- Out of the Tradition, (Muse, 1990 [1992])
- Gut Feelings, (Muse, 1990 [1992]))
- Portraits in Ivory and Brass, (Mapleshade, 1992) met Larry Willis
- Serious Hang, (Muse, 1992)
- Journey, Man!, (Evidence, 1995)
- Hip Gnosis, (TCB, 1996)
- Solidarity, (ACT, 1996)
- Sonage by Duplexus, (Rara, 2000)
- Get Hit in Your Soul, (ACT, 2000)
- Invasion of the Booty Shakers, (Savant, 2001)
- Ballroom, (SteepleChase, 2008)
- Heavy Mirth, (SteepleChase, 2008)
- Forsooth, (SteepleChase, 2011)
- To Hellas and Back, (SteepleChase, 2013)
- Montana Wild Cats (met pianist Philip Aaberg en bassist Kelly Roberti), Sweetgrass, 2013)
- Unsafe at Any Speed, (SteepleChase, 2015)

### Als 'sideman'
- The King Arrives, King Errisson, (Canyon, 1970)
- Changes One, Charles Mingus, (Atlantic, 1974)
- Changes Two, Charles Mingus, (Atlantic, 1974)
- Three or Four Shades of Blues, Charles Mingus, (Atlantic, 1977)
- Lionel Hampton Presents Charles Mingus, Charles Mingus, (Who's Who in Jazz, 1977)
- Cumbia and Jazz Fusion, Charles Mingus, (Atlantic, 1978)
- Live at Montreux, Mingus Dynasty, (Collectables, 1980)
- Dannie Richmond Plays Charles Mingus, Dannie Richmond, (Timeless, 1980)
- Tenor for the Times, Ricky Ford, (Muse, 1981)
- Something Like a Bird, Charles Mingus, (Atlantic, opgenomen in 1979, uitgebracht in 1981)
- Dannie Richmond Quintet, Dannie Richmond, (Gatemouth, 1981)
- Sax Maniac, James White, (Warner Bros., 1982)
- Dionysius, Dannie Richmond, (Gatemouth, 1983)
- In Case You Missed It, Charli Persip Superband, (Soul Note, 1984)
- No Dummies Allowed, Charli Persip Superband, (Soul Note, 1987)
- Give the Drummer Some, Mike Clark, (Stash, 1989)
- Hearinga Suite, Muhal Richard Abrams, (Black Saint, 1989)
- At Last, Lou Rawls, (Blue Note, 1989)
- The Jazz Tribe, Jazz Tribe, (Red, 1990)
- Blu Blu Blu, Muhal Richard Abrams, (Black Saint, 1991)
- Miles & Quincy: Live at Montreux, Miles Davis en Quincy Jones, (Warner Bros., 1991)
- Beyond Another Wall: Live in China, George Gruntz Concert Jazz Band, (TCB, 1992)
- Blues and the Abstract Truth, Suzanne Pittson, (Vineland, 1992)
- Blues Mission, Pee Wee Ellis, (Gramavision, 1992)
- Single Petal of a Rose, John Hicks (Mapleshade, 1992)
- Why I Like Coffee, Bob Nell, (New World, 1992)
- Mood Swing, Manhattan New Music Project, (Soul Note, 1992)
- Rush Hour, Joe Lovano, (Blue Note, 1994)